# Prince Charles Park
Le Prince Charles Park est un stade omnisports situé à Nadi aux Fidji. Construit en 1970 pour accueillir la visite du Prince Charles de Galles, il a une capacité de 10 000 à 15 000 places. Utilisé pour le football et le rugby à XV ou à VII, il accueille les rencontres à domicile du Nadi FC et de la Nadi Rugby Union. Il est également connu sous le nom d'AD Patel stadium en l'honneur d'A. D. Patel.

## Historique
Le stade est situé sur une plaine de jeu utilisé, depuis le milieu du XXe siècle, pour les rencontres de football et de rugby à XV. Situé en dessous du niveau de la mer comme la majorité de la ville de Nadi, il a une capacité de 10 000 à 15 000 places. Le stade est construit à l'occasion de la visite du Prince Charles de Galles aux Fidji en 1970.
Touché par des inondations en janvier 2009, il est endommagé par le cyclone Evan (en) en décembre 2012 et des travaux sont alors mis en œuvre par le Nadi Town Council jusqu'en juin 2013 pour refaire l'éclairage et le terrain. Retenu pour accueillir les rencontres du groupe B de la Ligue des champions de l'OFC 2013-2014, le stade est finalement rejeté par l'OFC à la suite d'une inspection montrant que la sécurité des spectateurs n'est pas assurée

## Utilisations
Le stade est utilisé principalement par le club de football du Nadi FC et par la Nadi Rugby Union en rugby à XV, toutefois des rencontres d'athlétisme ont également lieu en son sein.
En rugby à XV, le Prince Charles Park accueille son premier test-match en juillet 1977. Les Fidji s'imposent 33 à 7 sur les Tonga. Il est également l'hôte d'une des rencontres de la tournée de l’Écosse en 1993.
En football, il accueille plusieurs rencontres de l'équipe nationale dont deux sont des victoires marquantes. En mai 1985, la sélection réalise une grande performance en battant, trois buts à zéro, le club anglais de Newcastle United venu effectuer une tournée dans le Pacifique,,,. En 1988, devant 9 000 spectateurs, les Fidji réalisent l'exploit en battant les Australiens sur le score d'un but à zéro,,. 
Le stade est également l'hôte d'une demi-finale du tournoi qualificatif de l'OFC des moins de 17 ans 1999 ainsi que de la Coupe des champions d'Océanie 1999. 10 000 spectateurs assistent à la victoire du South Melbourne FC, six buts à un sur le Nadi FC
En dehors des événements sportifs, il accueille chaque année, au mois de juillet et août, le Bula festival créé en 1960 ainsi que des concerts.